# Gottfried Kohl
Gottfried Kohl (* 3. April 1921 in Freiberg; † 20. Januar 2012 ebenda) war ein deutscher Bildhauer.

## Leben
Kohl war der Sohn eines Freiberger Holzbildhauermeisters. Er besuchte ab 1928 die Rochlitzerschule und im Anschluss das Gymnasium in seiner Heimatstadt. Danach nahm er in Dresden eine Holzbildhauerlehre auf und bildete sich zugleich durch Abendstudien an der Kunstakademie weiter. 1939 wurde Kohl Reichssieger in einem Holzbildhauerwettkampf und erhielt als Auszeichnung für 1939/1940 ein Stipendium für eine Ausbildung bei Cirillo Dell’Antonio an der Holzschnitzschule Bad Warmbrunn zur Vorbereitung eines Studiums an der Kunstakademie München. Nach der Ausbildung in Bad Warmbrunn erhielt er 1940 die Einberufung als Nachrichtentechniker zur Wehrmacht. Zunächst war er vor Rom stationiert, wo er die Gelegenheit zu praktischen Studien an der Villa Massimo nutzte. 1943 nahm er in Dresden an der Ausstellung Soldat und Künstler teil.
1946 kehrte er aus französischer Kriegsgefangenschaft heim und musste erfahren, dass seine Mutter 1944 verstorben und sein Vater 1945 tödlich verunglückt war. 1947 legte er die Meisterprüfung ab: Als Meisterstück gestaltete er das Grabmal für seine Eltern und übernahm die väterliche Werkstatt, wobei er jedoch seinen Schwerpunkt in die künstlerische Arbeit in Stein und Bronze setzte und seinen Handwerksbetrieb als Holzbildhauer von einem Mitarbeiter weiterführen ließ. Bis 1956 wirkte Kohl in Berlin bei Hermann Henselmann als Leiter der Bildhauerwerkstatt am Wiederaufbau und der Umgestaltung im Stile des Sozialistischen Realismus. Er lebte und arbeitete seit 1956 wieder in Freiberg und war Mitglied der Künstlervereinigung „Kaue“.
Kohl war Mitglied der LDPD und Abgeordneter des Bezirkstages Karl-Marx-Stadt. Im März 1977 wurde er auf dem 12. Parteitag der LDPD in Weimar zum Mitglied des Zentralvorstandes der LDPD gewählt.
1987 wurde ihm der Nationalpreis der DDR verliehen. Seit 2008 war Kohl Ehrenbürger der Stadt Freiberg. Kohls Grabstätte auf dem Freiberger Donatsfriedhof wird 2028 zum Ehrengrab.

## Werke (Auswahl)
- Die Achtundvierziger, Schloßplatz Freiberg, Stein 1948
- Porträt Erich Rotzsch, 1948, Porträtbüste; Lindenholz[4][5]
- Relief Jugend, Weberwiese Berlin, Bronze 1953
- Hühnermädchen, Brand-Erbisdorf, Bronze 1960
- Bär, Chemnitz, Bronze, 1966
- Störche, Chemnitz, Bronze 1968
- Tanzende Kraniche, Tierpark Berlin, Bronze 1972
- Jugend, Brunnen in Chemnitz, Bronze 1980
- Trinkbrunnen in der Wandelhalle Bad Liebenstein 1989[6]
- mehrere Tierskulpturen und die Flötenspielerin im Tierpark Freiberg
- Vater und Sohn, vor der Förderschule an der Albert-Einstein-Straße in Freiberg
- Ball spielende Mädchen vor der Ernst-Grube-Halle in Freiberg
- Klatschweiber auf dem Klatschweiberbrunnen am Rathaus Freiberg
- Figuren auf dem Gerberbrunnen auf dem Freiberger Untermarkt
- Kommunikation, Basler Versicherung in Bad Homburg, 1995
- Niederlausitzer Sagen, Brunnen in Sallgast bei Finsterwalde, 1997

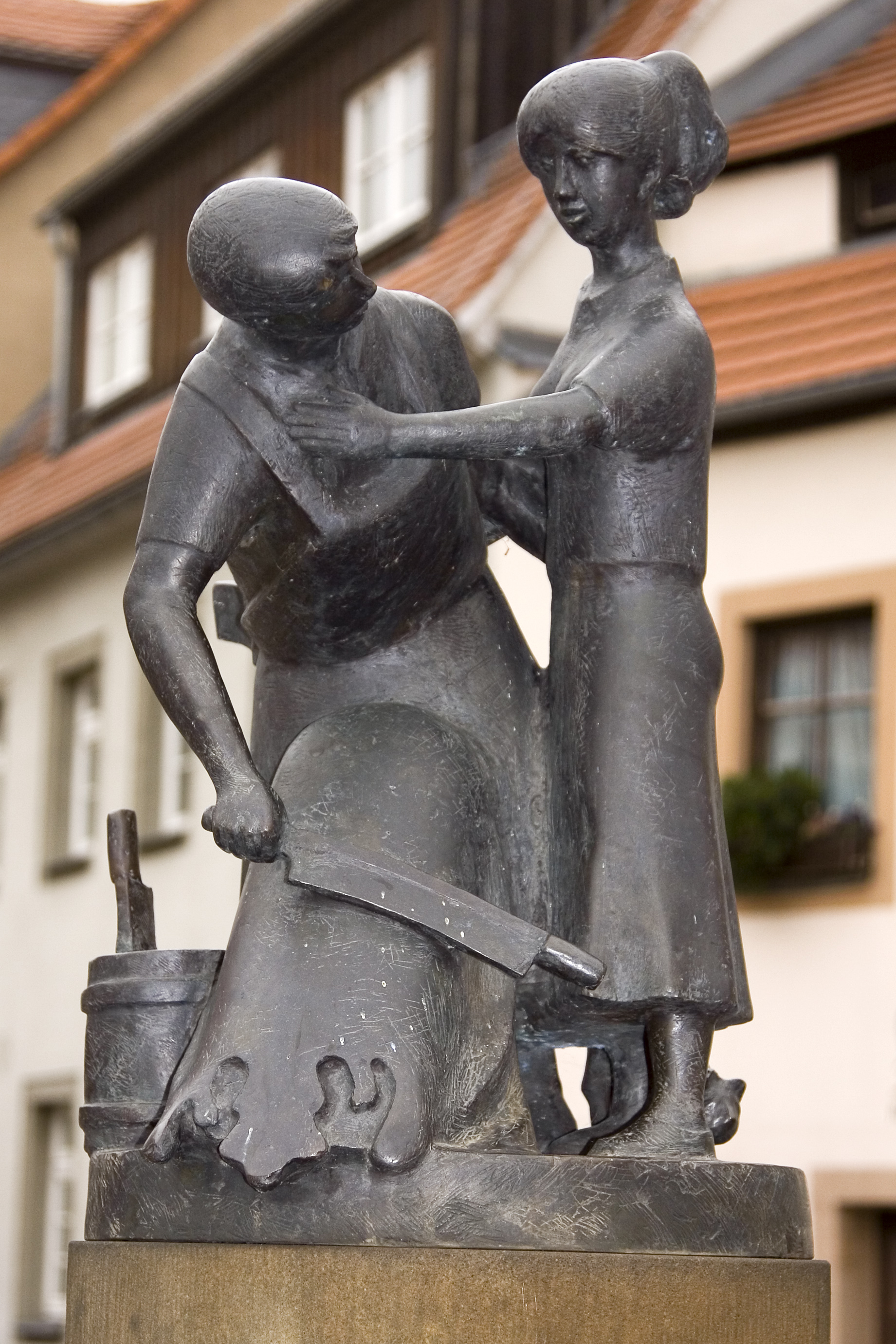
Gerberbrunnen
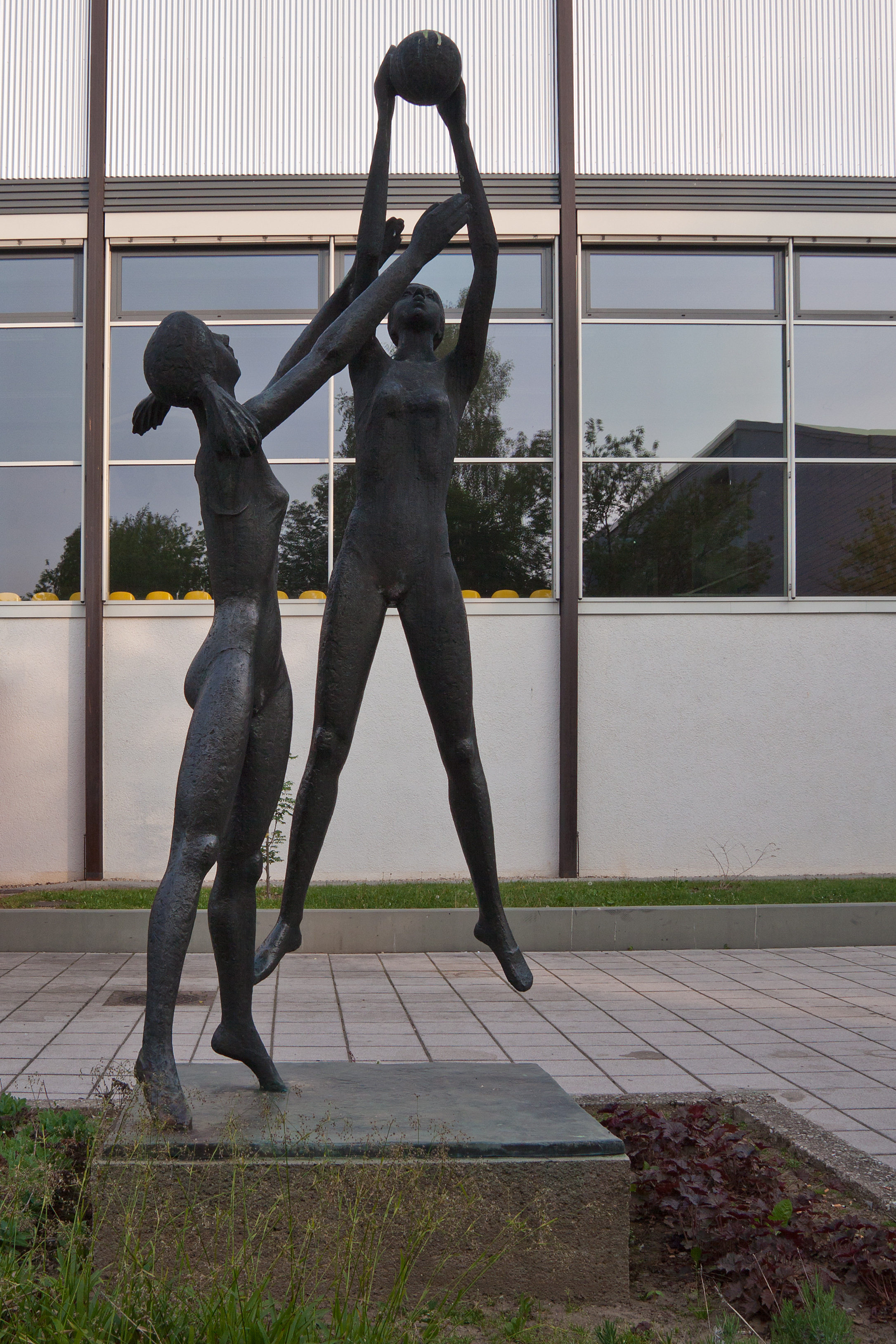
Ball spielende Mädchen
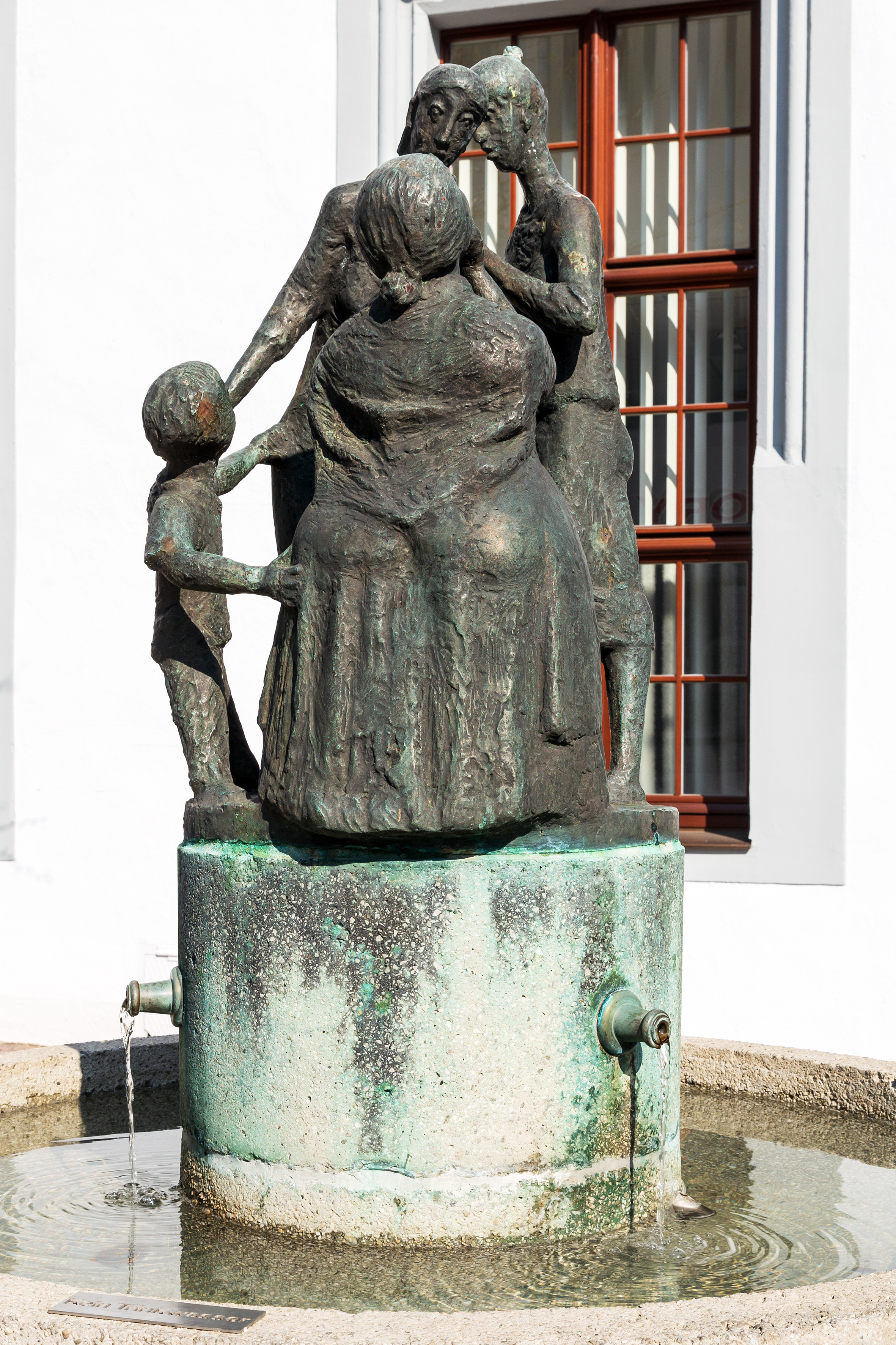
Klatschweiberbrunnen
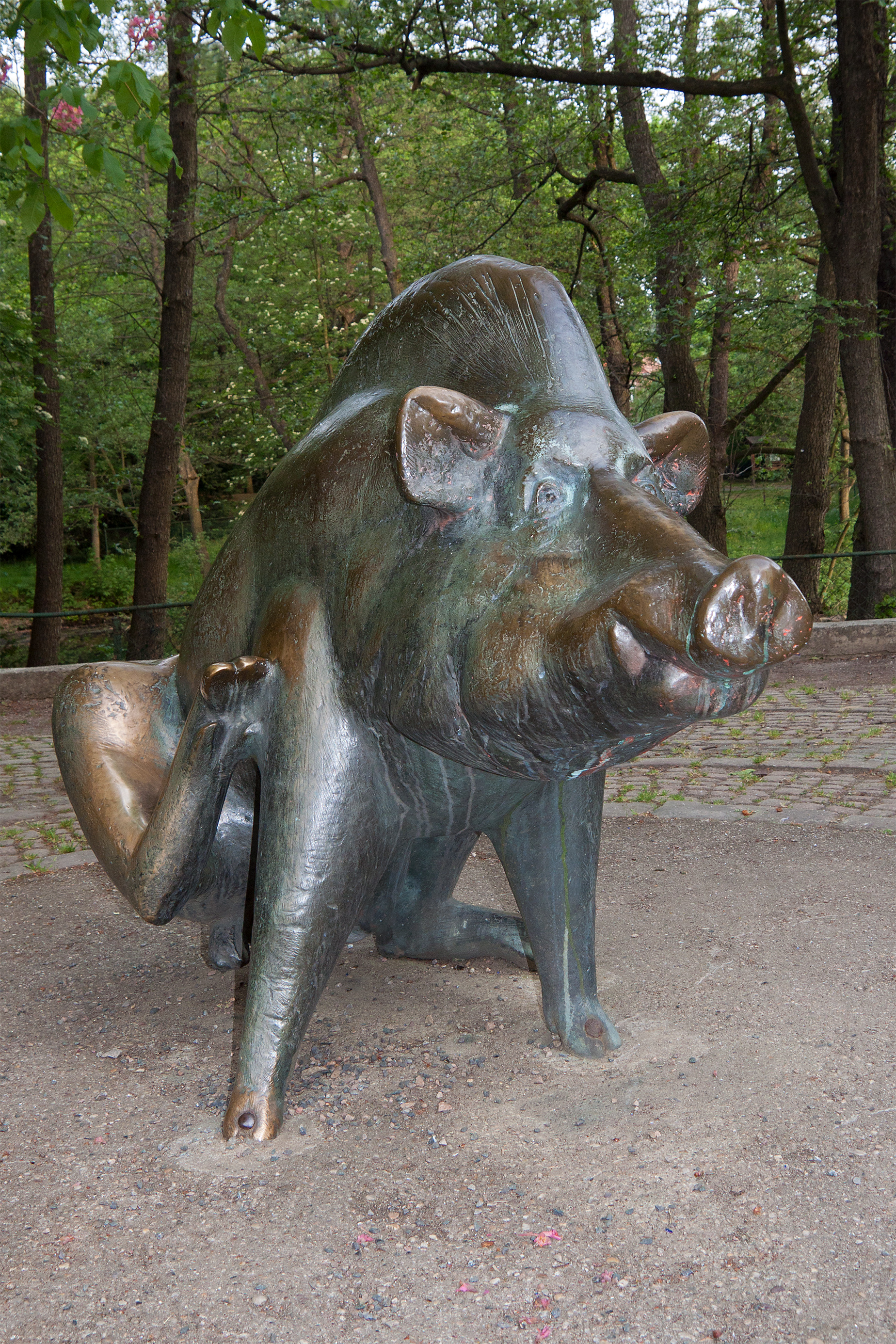
Keiler im Tierpark Freiberg
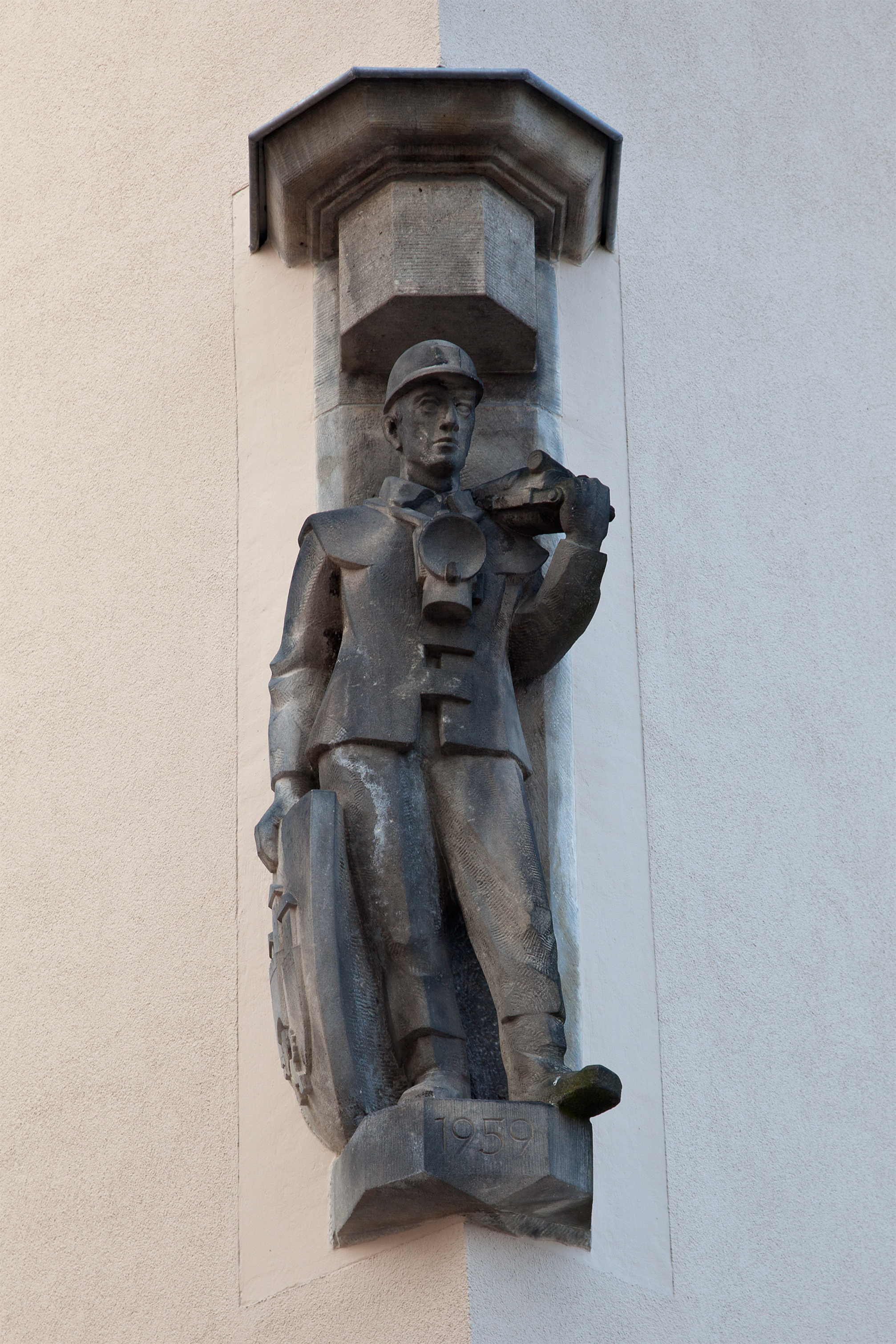
Bergmann am Obermarkt
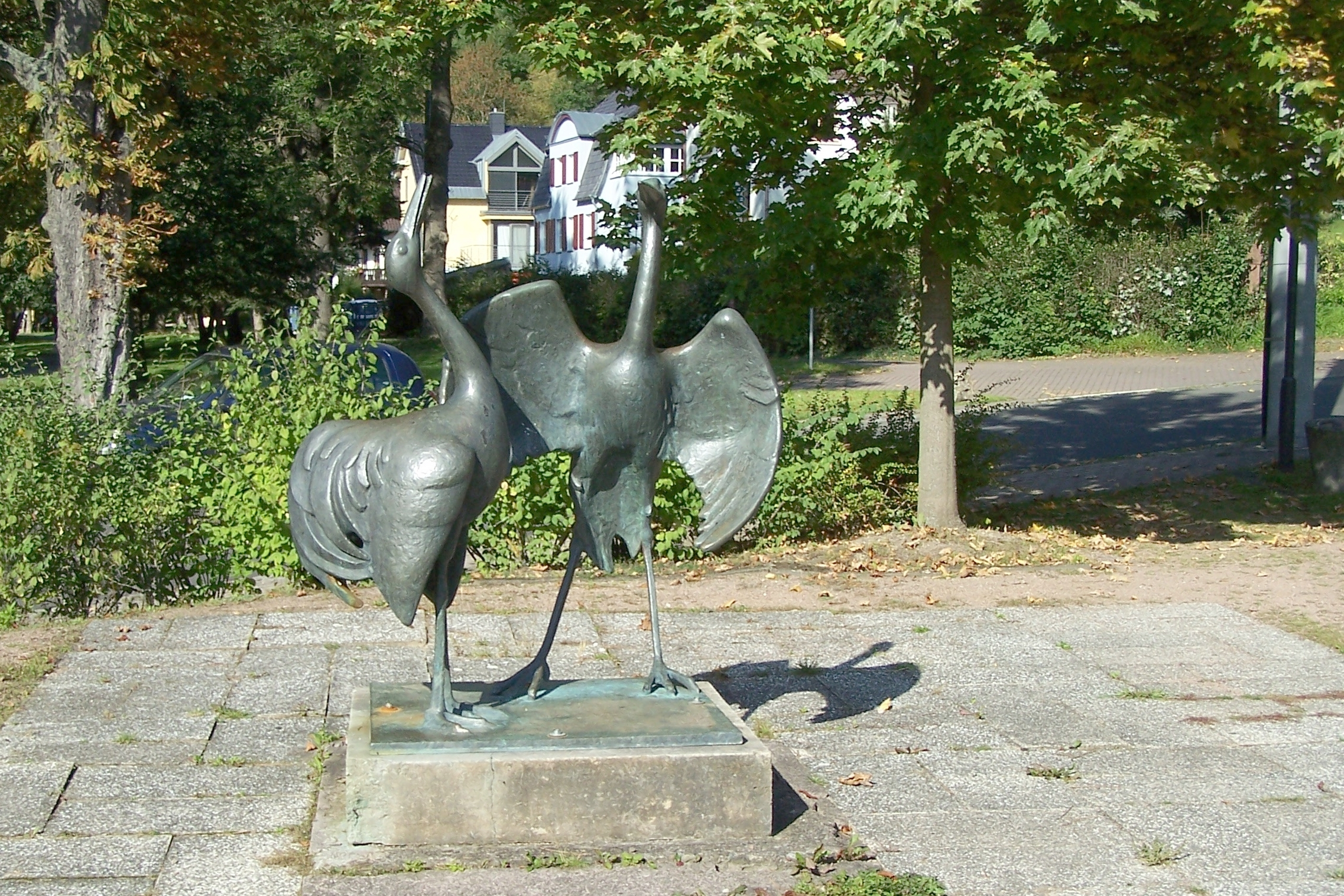
Tanzende Kraniche – Tierpark Bad Liebenstein
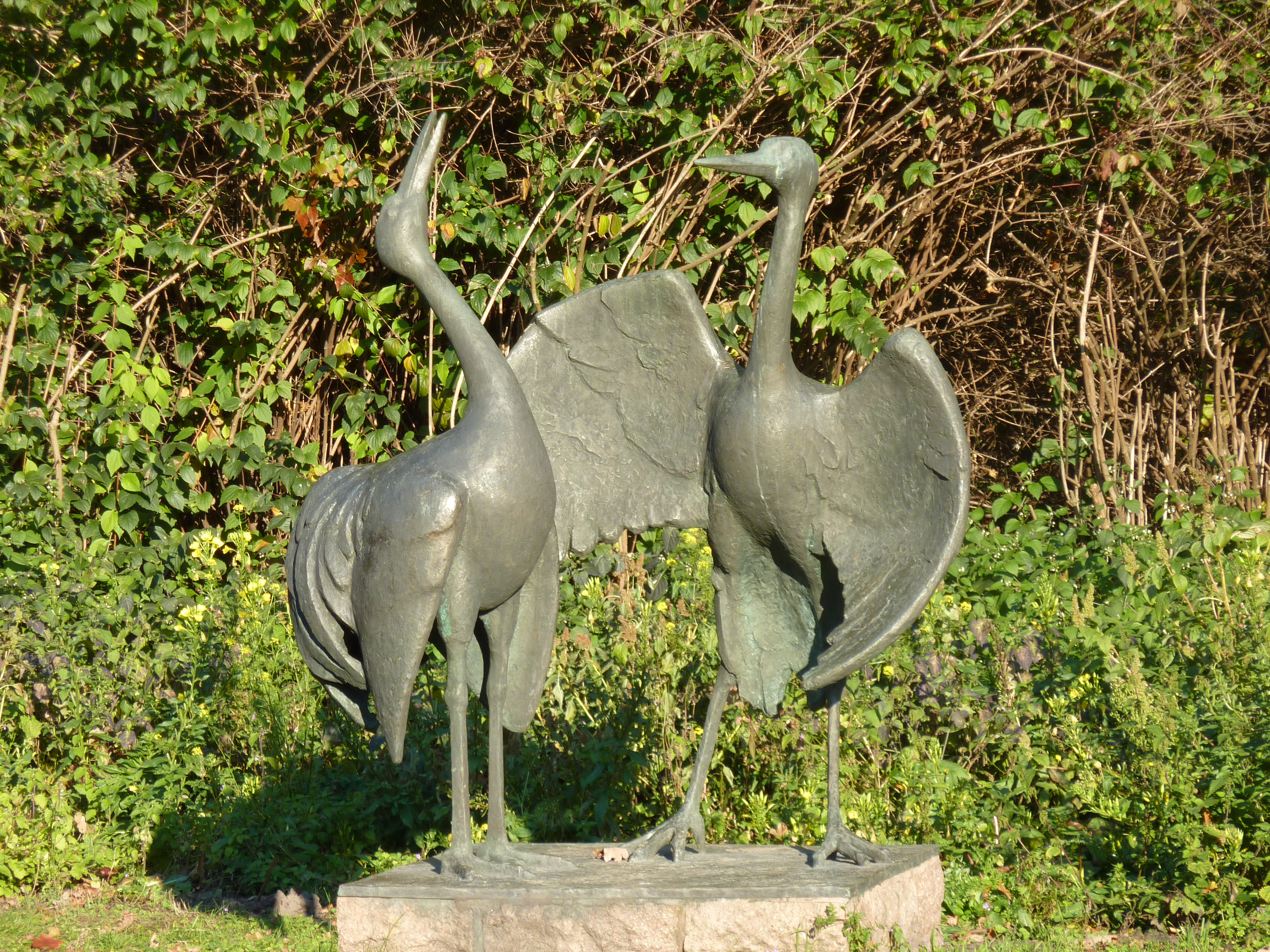
Tanzende Kraniche – Tierpark Berlin (1972)

## Ausstellungen (Auswahl)
- 1946: Allgemeine Deutsche Kunstausstellung, Dresden
- 1947: Freiberg, Stadt- und Bergbaumuseum ("2. Ausstellung Erzgebirgischer Künstler")[7]
- 1948: Freiberg, Stadt- und Bergbaumuseum („3. Ausstellung Erzgebirgischer Künstler“)[8]
- 1948: Chemnitz, Schlossberg-Museum, und Glauchau, Stadt- und Heimatmuseum Glauchau („Mittelsächsische Kunstausstellung“)[9]
- 1962/1963 und 1992/1993: Deutsche Kunstausstellung bzw. Kunstausstellung der DDR, Dresden,
- 1963: 10 Jahre Architektur, bildende Kunst und bildnerisches Volksschaffen in Karl-Marx-Stadt; Karl-Marx-Stadt, Museum am Theaterplatz[10]
- 1971: Das Antlitz der Arbeiterklasse in der bildenden Kunst der DDR, Altes Museum, Berlin
- 1974, 1979 und 1985: Bezirkskunstausstellungen, Karl-Marx-Stadt